# Vladimir Dzhanibekov
Vladímir Aleksandrovich Dzhanibekov (en ruso: Владимир Александрович Джанибеков; Iskandar, República Socialista Soviética de Kazajistán, 13 de mayo de 1942) es un excosmonauta que realizó cinco vuelos espaciales. Conocido por haber participado en la misión de rescate a la nave Saliut 7 y a haberse percatado de una evidente manifestación del teorema del eje intermedio, denominándose efecto Dzhanibekov al cambio de eje periódico de una tuerca que rota en el espacio.

## Biografía

### Primeros años
Dzhanibekov nació como Vladimir Aleksandrovich Krysin (en ruso: Владимир Александрович Крысин) en el área de Iskandar en lo que entonces era el Distrito de Bostanliq, en Kazajistán Meridional, República Socialista Soviética de Kazajistán (actualmente, y desde 1956: Región de Tashkent, Uzbekistán) el 13 de mayo de 1942. Su familia se mudó a Tashkent poco después de su nacimiento.
En 1964 se casó con Liliya Munirovna Dzhanibekova, que era descendiente de Jani Beg, gobernante medieval de la Horda de Oro. Como su padre no tenía hijos, Dzhanibekov tomó el apellido de su esposa para honrar sus ancestros y continuar su línea de ascendencia.

### Estudios
En 1960 ingresó en la Universidad de Leningrado para estudiar física, donde se involucró en la aviación, algo en lo que siempre le había interesado. En 1961 decidió matricularse en la Escuela Superior de Vuelo Militar V. M. Komarov en Yeisk y simultáneamente estudió en la Universidad Estatal de Radioingeniería de Taganrog. Cuatro años más tarde se graduó y se convirtió en instructor de vuelo en las Fuerzas Aéreas Soviéticas, sirviendo en la unidad de entrenamiento militar número 99735 en Taganrog en 1968-1970. En 1970, durante la visita de Gherman Titov a la unidad de entrenamiento con base en Taganrog, fue seleccionado en el equipo de cosmonautas.  Este fue el mismo año en que se unió al Partido Comunista.

### Vuelos espaciales
Dzhanibekov realizó cinco viajes espaciales: Soyuz 27, Soyuz 39, Soyuz T-6, Soyuz T-12 y Soyuz T-13. En total, había pasado 145 días, 15 horas y 56 minutos en el espacio durante estas cinco misiones. También había realizado dos actividades extravehiculares con un tiempo total de 8 horas y 35 minutos.
Su primer vuelo espacial lo realizó del 10 al 16 de enero de 1978, como comandante de la 1ª expedición visitante (VC-1) en el Salyut-6, junto con Oleg Makarov. Salió al espacio a bordo de Soyuz-27, y retornó a la tierra a bordo de Soyuz-26. La duración del vuelo fue de 5 días 22 horas 58 minutos 58 segundos.
Su quinto vuelo espacial lo realizó como comandante de la tripulación de la nave espacial Soyuz T-13 con la misión de rescatar la nave Salyut-7, junto con Viktor Savinykh. Por primera vez, el acoplamiento se realizó con una estación no operativa e incontrolada. La tripulación restauró la estación para que funcionara.
Durante esta misión, presenció un fenómeno que iba contra su intuición. Mientras la desatornillaba las provisiones enviadas desde la tierra, que estaban cerradas con una tuerca mariposa, notó algo extraño, la tuerca mantenía su orientación durante un corto periodo y luego se volteaba 180 grados y luego de otro corto periodo, se volteaba 180 grados, nuevamente. Y continuó volteando en intervalos regulares. Descartó que hubiera fuerzas aplicadas adicionales durante la rotación. La curiosidad le hizo colocar una bola de arcilla a una tuerca, y la hizo girar. Pasaba el mismo efecto que había visto en la tuerca mariposa. Conjeturo que, como la tierra es una bola girando en el espacio, esta podía voltearse también. Ese temor hizo que la Unión Soviética mantenga el descubrimiento en secreto durante 10 años.

### Vida después del espacio
Después de dejar el programa de cosmonautas en 1986, se involucró en la política. Fue diputado del Soviet Supremo de la República Socialista Soviética de Uzbekistán desde 1985 hasta 1990. También se interesó la fotografía y la pintura y sus obras, predominantemente sobre el espacio, son propiedad de museos y coleccionistas privados.
Vladimir Dzhanibekov intentó circunnavegar el globo en globo. Se asoció con Larry Newman, quien imaginó volar un globo de anclaje al cielo diseñado por la NASA. Este diseño único en forma de reloj de arena utilizó un globo de helio de presión cero para la flotabilidad y un globo de superpresión como lastre. Fabricado por Raven Industries, el sistema de globo doble medía en conjunto 354 pies (107,9 m) altura. Desde Tillamook, Oregón, el 8 de septiembre de 1990, Dzhanibekov, Newman, Tim Lachenmeier y Don Moses realizaron una prueba de vuelo conceptual. Moses reemplazó a Richard Branson, quien no pudo hacer una hora de salida de la ventana climática. Volando de 31 horas a dos noches y aterrizando en Omak, Washington demostró que el globo del ancla del cielo funcionaba como se fabricó. Dzhanibekov, Larry Newman y Don Moses pilotearon el globo Earthwinds Hilton, patrocinado principalmente por Barron Hilton. En 1992, un intento de Akron, Ohio, no se lanzó debido a los fuertes vientos. El siguiente intento fue un lanzamiento planeado antes del amanecer, pero se retrasó varias horas por las dificultades para inflar ambos globos. Lanzado más tarde de lo deseado, el 13 de enero de 1993, el despegue Earthwinds del aeropuerto Reno Stead voló durante 30 minutos antes de estrellarse. Después del despegue, el globo Earthwinds no pudo penetrar una fuerte capa de inversión y rompió el globo de lastre en la cima de una montaña. Los tres tripulantes sobrevivieron al accidente sin lesiones. Un vuelo adicional el 31 de diciembre de 1994 alcanzó los 29 000 pies (8839,2 m) cuando falló el globo de lastre. Estas fallas de los globos de anclaje del cielo influyeron en otros intentos de circunnavegación para utilizar un sistema de globos Roziere.

## Honores y premios
Premios en la URSS y Rusia:
- Dos veces héroe de la Unión Soviética (1978 y 1981)
- Piloto-Cosmonauta de la URSS
- Orden de la Amistad (Federación de Rusia)
- Orden de Lenin (cinco veces)
- Orden de la Estrella Roja
- Orden del Servicio a la Patria en las Fuerzas Armadas (3.ª clase)
- Medalla "Al mérito en la exploración espacial" (Federación de Rusia)
- Medalla Conmemorativa del 20.º Aniversario de la Victoria en la Gran Guerra Patria de 1941-1945
- Medalla del 50.º Aniversario de las Fuerzas Armadas de la URSS
- Medalla del 60.º Aniversario de las Fuerzas Armadas de la URSS
- Medalla Conmemorativa del 50.º Aniversario de la Milítsiya
- Medalla por servicio impecable 1ª, 2ª y 3ª clases
- La estación de metro Kosmonavtlar en Tashkent conmemora la contribución de Uzbekistán al programa espacial soviético, incluido el de Dzhanibekov.

Premios extranjeros:
- Héroe de la República Popular de Mongolia
- Comandante de la Legión de Honor (Francia)
- Orden de la Bandera de la República Popular de Hungría
- Orden de Sukhbaatar (Mongolia)

Ciudadano honorario de Gagarin, Kaluga (Rusia); Arkalyk (Kazajistán); Baikonur (Kazajistán); y Houston (Estados Unidos).
El planeta menor 3170 Dzhanibekov, descubierto por el astrónomo soviético Nikolai Stepanovich Chernykh en 1979, lleva su nombre.